# Irish League 1921-1922
L'Irish League 1921-1922 è stata la 28ª edizione della prima divisione del campionato nordirlandese di calcio. Il campionato era formato da sei squadre e il Linfield vinse il titolo. Non vi furono retrocessioni.

## Classifica finale
| Pos. | Squadra        | G  | V | N | P | GF | GS | Punti |
| ---- | -------------- | -- | - | - | - | -- | -- | ----- |
| 1    | Linfield       | 10 | 7 | 3 | 0 | 18 | 6  | 17    |
| 2    | Glentoran      | 10 | 5 | 3 | 2 | 14 | 7  | 13    |
| 3    | Distillery     | 10 | 5 | 1 | 4 | 18 | 17 | 11    |
| 4    | Glenavon       | 10 | 3 | 2 | 5 | 11 | 14 | 8     |
| 4    | Queen's Island | 10 | 3 | 2 | 5 | 9  | 16 | 8     |
| 6    | Cliftonville   | 10 | 1 | 1 | 8 | 3  | 13 | 3     |

G = Partite giocate; V = Vittorie; N = Nulle/Pareggi; P = Perse; GF = Goal fatti; GS = Goal subiti; 